# Україна в НАТО: міфи і реальність
Україна в НАТО: міфи і реальність — український документальний фільм про НАТО, режисер Роман Коржов.

## Інформація про фільм
У простій і доступній формі розглядаються найпоширеніші стереотипи нашого населення щодо НАТО: «агресивний блок», «проти Росії», «членство — дороге», «диктатура США», «всесвітній жандарм» і інші міфи. Також дається пояснення суті НАТО, її діяльності, розвитку і трансформації організації, меті розширення і потенційному членству України.
Один з тих якісних і корисних фільмів, яких за останні п'ять років декларування курсу держави на НАТО так і не спромоглося показати наше телебачення.